# Tverdohlibî, Kobeleakî
Tverdohlibî (în ucraineană Твердохліби) este un sat în comuna Dașkivka din raionul Kobeleakî, regiunea Poltava, Ucraina.

## Demografie
Componența lingvistică a localității Tverdohlibî
     Ucraineană (84,38%)
     Rusă (15,63%)
Conform recensământului din 2001, majoritatea populației localității Tverdohlibî era vorbitoare de ucraineană (84,38%), existând în minoritate și vorbitori de rusă (15,63%).